# 吳開先

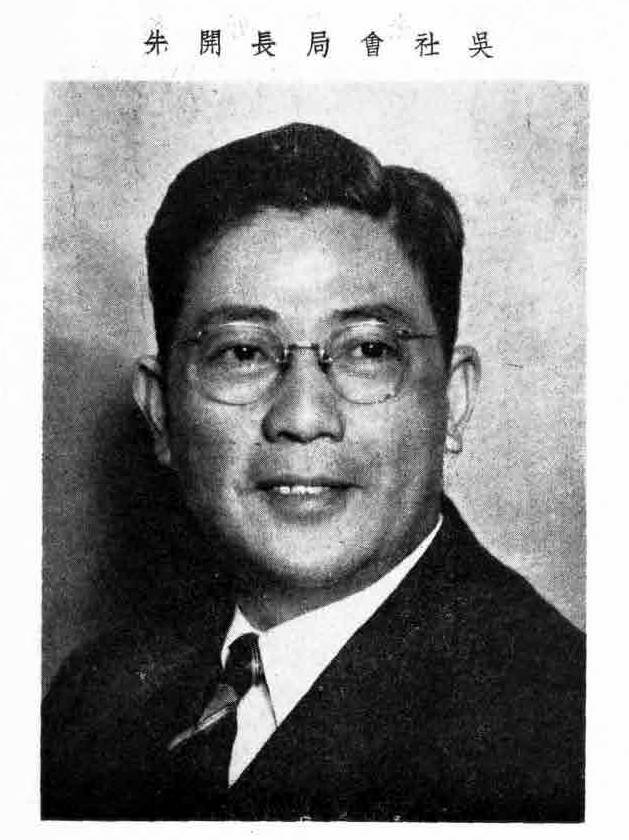
吳開先

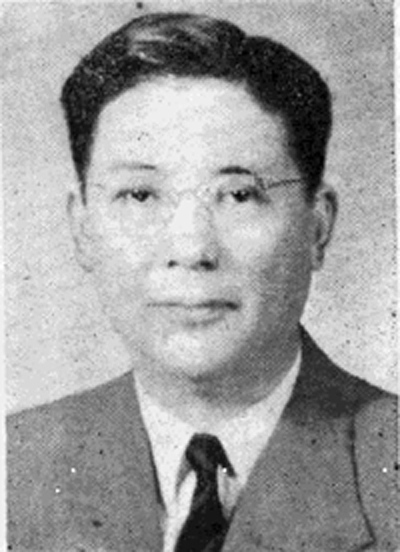
《中国当代名人传》中的吳開先照片

吳開先（1899年—1990年1月30日），字啟人，生于今上海市金山区枫泾镇界河弄，中华民国政治人物。

## 生平

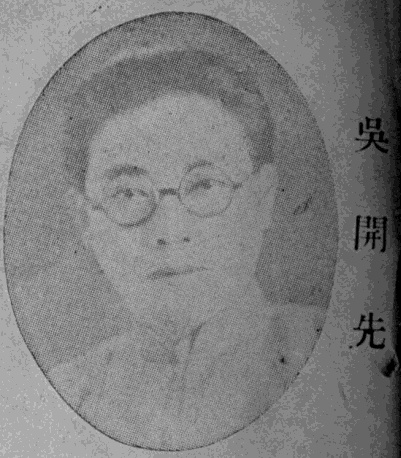
《民国名人图鉴》中的吳開先照片

吳開先幼年在枫泾北镇小学学习。后来过继给叔父吴天锡为子，迁居青浦练塘继续求学。1921年，考入上海法学院。毕业后，在上海创办思毅中学，自任校长。1923年，吳開先加入中国国民党。1924年，与在上海东亚同文书院学习的高尔松、黄麟书等人发起成立“练塘评论社”，创办《练塘评论》。自书院离开后，吳開先参加北伐军。
1927年后，吳開先历任中国国民党青浦县党部监察委员、中国国民党上海市党部执委常委、组织部长、执委会常务主席、上海市社会局局长等职务。1933年，出任国民政府立法院立法委员。此后又担任中国国民党中央执行委员、中国国民党上海市党部主任委员等职务。
抗日战争爆发后，吳開先随中国国民党中央机关先后迁至武汉、重庆，任中国国民党中央党部组织部副部长。汪精卫投向日本后，吳開先奉中国国民党中央派遣，自重庆潜赴上海，担任中国国民党上海敌后工作统一委员会执行常委兼秘书长，全面负责上海的党、政、军、团的地下工作。
抗日战争胜利后，吳開先任中国国民党上海市党部常委、上海市社会局局长。不久，调任国民政府社会部政务次长。1949年中国人民解放军攻占南京前夕，吳開先赴台湾。在台湾，曾任台湾中華書局董事、总统府国策顾问等职务。

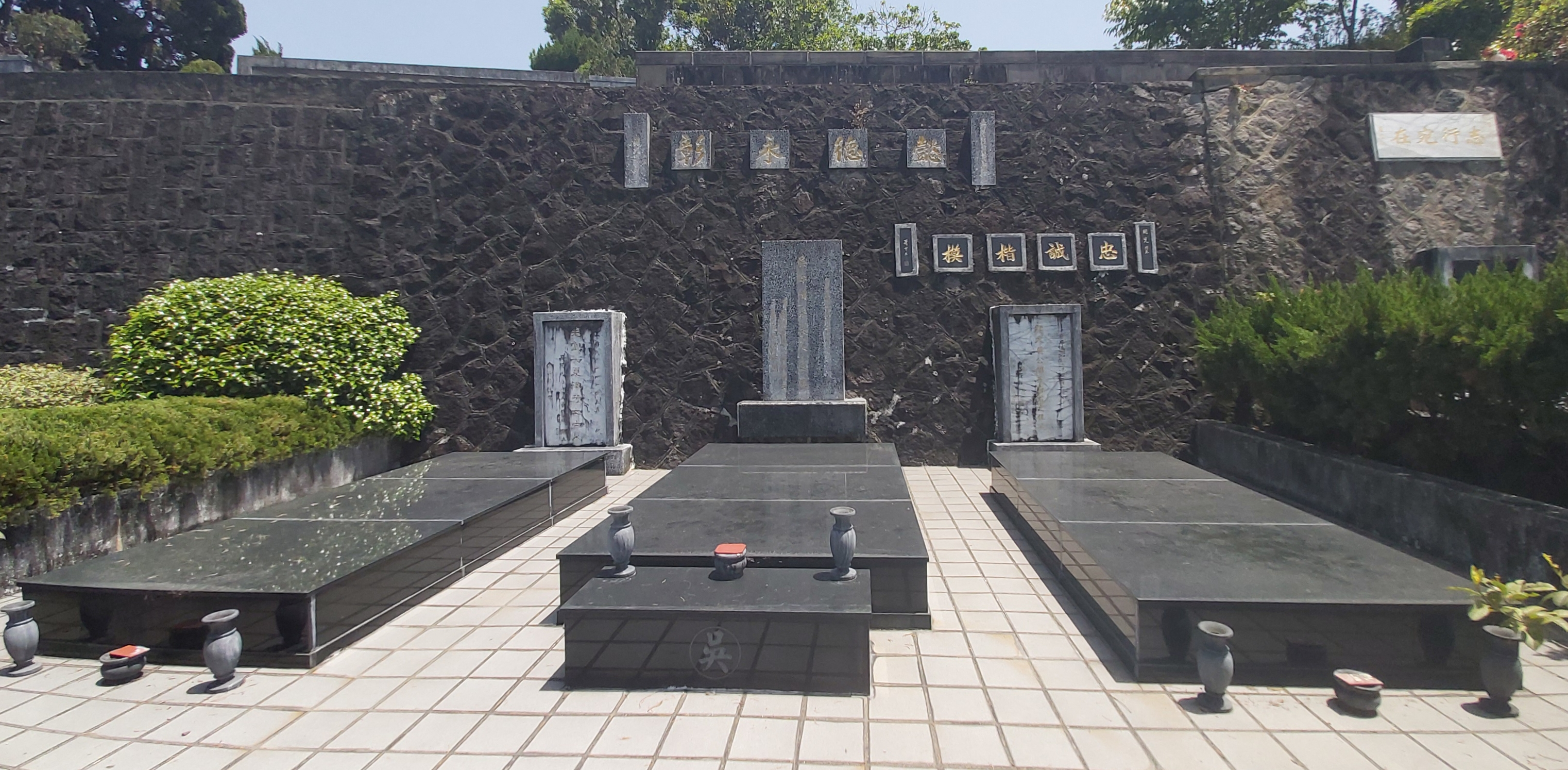
吳開先與母親周氏、妻子夏氏在陽明山公墓的墓園

1990年1月30日，吳開先在台北宏恩医院病逝，享年92岁。

## 逸事
1928年，周致远、陈希豪、吴开先、陈德徵、施公猛等人为纪念张君毅，发起创办上海君毅学院。除上述述周致远等五人为当然校董之外，另聘于右任、何应钦、蔡元培、陈布雷、潘公展、黄造雄、王伯群、邬志豪等十五人为校董。1928年7月，该校正式成立。 12月17日，院长周致远病逝，公推吴开先为代理院长，黄造雄主持院务。后来，该校更名“上海市私立君毅中学”。1929年，潘公展出任校长，任该职四年。1933年，吴开先继任校长，任职一年。1934年，黄造雄继任校长。
1937年11月，校长黄造雄、代校长孙乐陶率该校大部分师生逃到浙江省义乌县稠城镇绣湖旁复学，称“上海私立君毅中学义乌分校”，黄造雄、孙乐陶仍分任校长、代校长。此后该校又先后迁址。1942年，校长黄造雄率部分师生迁往缙云办学，而其余师生以教务主任陈季豪为首，反对继续南迁，在1942年初成立“义乌县私立中国中学”，由陈季豪任校长。除1937年逃到义乌县的大部分师生外，该校其余少部分师生仍留上海，继续以“上海市私立君毅中学”的名义办学。
后来，上述各校衍生并与他校组合为日后的浙江省磐安中学、浙江省东阳市第二高级中学、浙江省义乌市义亭中学、浙江省义乌市第六中学（原“廿三里中学”）、浙江省杭州市第六中学、浙江省台州市黄岩中学、上海市第六十七中学。1959年9月，黄造雄在台湾的君毅校董及校友支持下，在台湾苗栗县竹南镇复设私立君毅高级中学。

## 著作
- 吳開先，沪上往事细说从头，传记文学1987年12月号

## 家庭

### 妻
- 夏淑芳，育有一子二女

### 子女
- 吴绍文，长女，嫁唐德刚
- 吴焕文，次女
- 吴灒文[3]